# Sédoheptulose-bisphosphatase
La sédoheptulose-bisphosphatase, ou sédoheptulose-1,7-bisphosphatase, est une hydrolase qui catalyse la réaction :
sédoheptulose-1,7-bisphosphate + H2O  {\displaystyle \rightleftharpoons }  sédoheptulose-7-phosphate + phosphate.
Cette enzyme intervient dans le cycle de Calvin. Il s'agit d'une protéine homodimérique, constituée par conséquent de deux sous-unité identiques. Sa taille dépend des espèces, elle est par exemple de 92 kDa (deux sous-unités de 46 kDa) dans les feuilles de concombres. Le domaine fonctionnel contrôlant l'activité de la sédoheptulose-bisphosphatase contient un pont disulfure entre deux résidus de cystéine. De plus, elle a besoin de cations de magnésium Mg2+ pour être active.
La sédoheptulose-bisphosphatase est liée à la membrane des thylakoïdes du côté du stroma des chloroplastes. Certaines études ont suggéré qu'elle fasse partie d'un complexe enzymatique plus gros d'environ 900 kDa avec d'autres enzymes photosynthétiques.